# Влатко IV Косача
Влатко IV Косача (р. 1577. - у. око 1642) је био последњи титуларни херцег од светог Саве (лат. Dux Sancti Sabbae) из српске великашке породице Косача, а такође и млетачки племић. Као син Јована II Косаче (у. 1602), Влатко је наследио право на почасни херцешки наслов, као и део прихода које је Дубровачка република исплаћивала припадницима породице Косача на име Конавоског дохотка. У склопу млетачке државне управе, служио је као начелник у појединим градовима, као што су: Азоло (1613), Мота (1616) и Маростика (1630-1631). Почевши од 1605. године, био је ожењен Осаном Ђордано, а умро је око 1642. године, као последњи мушки члан херцешке породице Косача, остављајући за собом ћерку Елизабету.
За Влатковог живота, у Венецији је 1621. године, у склопу дела под насловом "Genealogia diversarum principum familiarum mundi incipiendo ab Adamo", објављен најстарији штампани родослов породице Косача, који је садржао и основне податке о венецијанском огранку, а исти родослов је касније преузео и објавио француски историчар Шарл Дифрен (у. 1688).